# Afrikai rigó
Az afrikai rigó (Turdus pelios) a madarak osztályának verébalakúak (Passeriformes) rendjébe és a rigófélék (Turdidae) rendjébe tartozó faj.

## Rendszerezése
A fajt Charles Lucien Jules Laurent Bonaparte francia ornitológus írta le 1850-ben.

## Alfajai
- Turdus pelios chiguancoides (Seebohm, 1881) - Nyugat-Afrika Szenegáltól keletre Ghána északi részéig (Gambia, Bissau-Guinea, Guinea, Sierra Leone, Libéria, Elefántcsontpart és Burkina Faso)
- Turdus pelios saturatus (Cabanis, 1882) - nyugat-Ghána, Togo, Benin, Nigéria, Kamerun, Egyenlítői-Guinea (csak a szárazföldi rész), Gabon és a Kongói Köztársaság északnyugati része
- Turdus pelios nigrilorum (Reichenow, 1892) - Kamerun-hegy
- Turdus pelios poensis (Alexander, 1903) - Bioko sziget (Egyenlítői Guinea)
- Turdus pelios pelios (Bonaparte, 1850) - kelet-Kamerun, dél-Csád, a Közép-afrikai Köztársaság északi része , Dél-Szudán, Szudán déli része, Eritrea és kelet-Etiópia
- Turdus pelios bocagei (Cabanis, 1882) - a Kongói Demokratikus Köztársaság nyugati része és nyugat-Angola
- Turdus pelios centralis (Reichenow, 1905) - a Kongói Köztársaság keleti része, a Közép-afrikai Köztársaság déli része, Uganda, dél-Etiópia, nyugat-Kenya és északnyugat-Tanzánia
- Turdus pelios graueri (Neumann, 1908) - a Kongói Demokratikus Köztársaság keleti része, Ruanda, Burundi és nyugat-Tanzánia
- Turdus pelios stormsi (Hartlaub, 1886) - a Kongói Demokratikus Köztársaság délkeleti része, kelet-Angola és észak-Zambia [2]

## Előfordulása
Afrika középső területein honos. Természetes élőhelyei a szubtrópusi vagy trópusi síkvidéki esőerdők, lombhullató erdők, szavannák és cserjések, valamint szántóföldek, legelők, ültetvények és vidéki kertek. Állandó, nem vonuló faj.

## Megjelenése
Testhossza 21–23 centiméter, testtömege 46–78 gramm.

## Életmódja
Főleg rovarokkal, köztük termeszekkel, bogarakkal, hangyákkal és sáskákkal táplálkozik, valamint földigilisztákat, csigákat, kisebb halakat és bogyókat is fogyaszt.

## Természetvédelmi helyzete
Az elterjedési területe rendkívül nagy, egyedszáma viszont ismeretlen. A Természetvédelmi Világszövetség Vörös listáján nem fenyegetett fajként szerepel.